# Peter III. Ruski
Peter III. Fjodorovič (rusko Пётр III Фёдорович), ruski car, * 21. februar (10. februar, ruski koledar) 1728, Kiel, † 17. julij (6. julij) 1762, Ropša pri Sankt Peterburgu.
Peter III. je vladal šest mesecev v letu 1762 (od 5. januarja do 9. julija po gregorijanskem koledarju).
Rodil se je Ani Petrovni, hčerki Petra Velikega in Katarine I., in vojvodi Karlu Frideriku von Holstein-Gottorp kot Karl Peter Ulrich. Njegova teta Elizabeta Petrovna ga je, potem ko je postala ruska carica, poklicala v Rusijo. Prevzeti je moral pravoslavno vero in ime Peter Fjodorovič. Cesarica Elizabeta ga je proglasila za svojega naslednika. Že leta 1745 ga je sedemnajstletnega oženila s Sofijo Avgusto Frederiko von Anhalt-Zerbst-Dornburg, bodočo carico Katarino Veliko.

## Mladost
Peter je bil bolehen in v razvoju zaostal. Vzgajali so ga holsteinski oficirji v kasarniškem žargonu in vojaškem drilu. Desetleten je moral oborožen stati pred vrati dvorane, v kateri se je oče gostil s prijatelji. Po očetovi smrti leta 1739 se je groba, kaznovalna vzgoja še stopnjevala. Postal je prestrašen, zahrbten in hinavski.
Ko je štirinajstleten prišel pod varstvo carice Elizabete, je govoril samo nemško. Bil je otročji in kazal je odpor do okolice, v katero so ga pripeljali. Carica je bila razočarana a še vedno odločena, da iz njega "iztesa" vladarja. 
Po poroki s Katarino je odklanjal njeno naklonjenost, se igral z lesenimi vojaki ali pa jo silil, da je v spalnici sodelovala pri njegovih vojaških igrah. Elizabeta mu je dovolila, da je sestavil polk iz holsteinskih vojakov, ki jih je oblekel v nemške uniforme in jih uril po nemških metodah. Med tem se je Katarina začela sestajati z ljubimci.

## Na oblasti
Petr III. je prišel na cesarski prestol štiriintridesetleten. Na svečanostih ob mrtvi carici se je vedel neprimerno, se nasmihal žalujočim, se rogal svečenikom, se vtikal v oblačila oficirjev in motil žalni sprevod. Prepovedal je črna oblačila. Ves čas je kazal, kako prezira Ruse in pravoslavno cerkev, ki je bila zanj zbirka neumnih legend in barbarskih običajev. Po drugi strani je javno oboževal pruskega kralja Friderika II. in dal vedeti, da bi bil veliko srečnejši, če ga ne bi pripeljali v Rusijo, ampak ga pustili služiti v njegovi vojski.
V času, ko je prišel na oblast, se je sedemletna vojna (1756-62) bližala zaključku. Položaj Friderika II. je bil izredno kritičen: ob tem, ko so Rusi zasedali Vzhodno Pomorjansko in Avstrijci Šlezijo, so mu Britanci odpovedali denarno pomoč. Za mir bi bil pripravljen storiti vse, verjetno tudi odstopiti Rusom Vzhodno Prusijo. A nasmehnila se mu je sreča. Peter III. je takoj prekinil vse vojne operacije proti Prusiji, sklenil mir, ji vrnil osvojena ozemlja in potem sklenil še pogodbo o medsebojni pomoči 12.000 mož in 8.000 konjenikov. Za ruski dvor je bil to šok, še posebno potem, ko je Peter III. na sestanku s pruskimi odposlanci nazdravil "velikemu pruskemu kralju, našemu gospodarju". Do konca življenja se je postavljal s prusko lento Črnega orla.
Po drugi strani se je Peter III. prikupil ruskemu plemstvu s tem, da je ukinil zakon Petra Velikega, ki je silil plemstvo, da opravlja državno službo. Ukinil je tajno pisarno, ki je bila sodišče, hujše od španske inkvizicije. Pomilostil je na stotine političnih pregnancev, Nemcev, iz časa vladanja Ane Ivanovne. V duhu luteranec in neobremenjen z verskimi problemi je nehal preganjati pravoslavne verske sekte, postal je zaščitnik razkolnikov in jim ponudil zemljo v Sibiriji. S tem se je zameril pravoslavni cerkvi. Pravoslavni cerkvi je odvzel nekatere posesti. Grozil je, da bo iz cerkva umaknil vse slike razen Kristusa in Marije in da bo svečenikom obril brade. Čeprav mu je Firderik II. svetoval, naj se da po ruskih običajih kronati za carja, tega ni storil.
Močno se je zameril vojakom, ko je poskušal rusko vojsko po oblekah in urjenju izenačiti s prusko. Svojo gardo je sestavil iz Holsteincev, govoril da bo ukinil ruske elitne polke (Preobraženski, Semjonovski, Izmajlovski) in za komandanta ruske vojske je imenoval Georga von Holsteina. Zahteval je, da se dvorjani obnašajo tako kot na pruskem dvoru. Odpravil je zabave. Zanimati se je začel za dokaj prostaško gospo Elizabeto Voroncovo in ji podelil red Svete Katarine,  ki so ga navadno dobivale le carice in soproge prestolonaslednikov. V odnosu z ženo Katarino je bil prelomen dogodek na slavnostni večerji, ko jo je Peter vpričo 500 gostov imenoval budalo. Tedaj se je zameril tudi večini prisotnih z izjavo, da v dvorani priznava za člane svoje carske družine le holsteinske prince. Čez štiri dni je ukazal, naj Katarino zaprejo v šlisselburško trdnjavo, a je na prigovarjanje okolice ukaz preklical.

## Prevrat
Mera žalitev do Rusov je bila prepolna. Ko se je Katarina 9. julija (28. junija) 1762 odločila, da ukrepa, je vse steklo gladko. S pomočjo bratov Orlov (med njimi je imela ljubimca Grigorija) je pridobila na svojo stran Izmajlovski polk. Vojaki so jo proglasili za edino in absolutno vladarico. Pridružila sta se jim Semjonovski in Preobraženski polk. Katarina je svečano vstopila v Petrograd. V kazanski katedrali jo je pričakal novgorodski episkop, jo pozdravil kot vladarico in jo blagoslovil. Potem se je odpravila v Zimski dvorec, tam je bilo ob njej že šest polkov in osemletni sin Pavel.
Peter, ki se je ta dan mudil v svoji rezidenci v Oranienbaumu, je popoldne izvedel, da se nekaj dogaja. Popolnoma nemočen in prestrašen se je 10. julija (29. junija) odpovedal carskemu položaju. Prestavili so ga na varnejše mesto, v palačo v Ropšu, kjer so ga čez nekaj dni umorili. Najverjetneje so to brez vedenja Katarine storili bratje Orlov.